# Šabina
Šabina település Csehországban, a Sokolovi járásban. Šabina Dasnice, Březová, Citice, Kynšperk nad Ohří és Libavské Údolí településekkel határos. Lakosainak száma 394 fő (2024. január 1.).

## Népesség
A település lakosságának változását az alábbi diagram mutatja:
| Lakosok száma | 417  | 519  | 589  | 296  | 249  | 316  | 298  | 317  | 331  | 394  |
|               | 1869 | 1900 | 1921 | 1961 | 1980 | 2011 | 2016 | 2019 | 2021 | 2024 |